# Санта Марија ла Стела (Фрозиноне)
Санта Марија ла Стела је насеље у Италији у округу Фрозиноне, региону Лацио.
Према процени из 2011. у насељу је живело 69 становника. Насеље се налази на надморској висини од 85 м.